# Domaine de Villarceaux
Le Domaine de Villarceaux se situe à Chaussy, village du Vexin français dans le Val-d'Oise, à 5 km de Maudétour-en-Vexin, 8 km de Magny-en-Vexin et à environ 65 km au nord-ouest de Paris. C'est un territoire de 800 ha comprenant diverses structures : un site historique avec deux châteaux, un golf, une structure d'accueil et d'hébergement dans l'ancienne bergerie rénovée, une ferme avec des terres cultivables et une partie boisée. 
Le site des châteaux, du XIIIe siècle pour la partie basse et du XVIIIe siècle pour la partie haute, se trouve dans un parc de 70 ha clos de mur. Il recèle un jardin des simples, un jardin Renaissance et de nombreuses pièces d'eau. Le domaine fait l'objet d'un classement au titre des monuments historiques depuis le 10 septembre 1941 et depuis l'été 2012, du label EVE pour Espace vert écologique.
Le site des châteaux est un domaine « éco-géré » par le conseil régional d'Île-de-France dans le cadre d'un bail emphytéotique de 99 ans avec la Fondation Charles Léopold Mayer pour le progrès de l'Homme, propriétaire des lieux. Il constitue un ensemble unique par son vaste parc, ses jardins Renaissance, ses magnifiques perspectives dans un site vallonné, et la présence de deux châteaux, un manoir du XIIIe siècle qui abrita les amours de Louis de Mornay, marquis de Villarceaux, et de Ninon de Lenclos, et un château de style Louis XV du XVIIIe siècle. Bassins et canaux sont alimentés par 32 sources recensées.
Les jardins du domaine ont été restaurés par Allain Provost, paysagiste, lauréat d'un Concours International en 1992[réf. nécessaire].
Depuis juin 2024, une application mobile permet de parcourir l'histoire du Domaine et de découvrir la riche biodiversité qu'il abrite.

## Historique

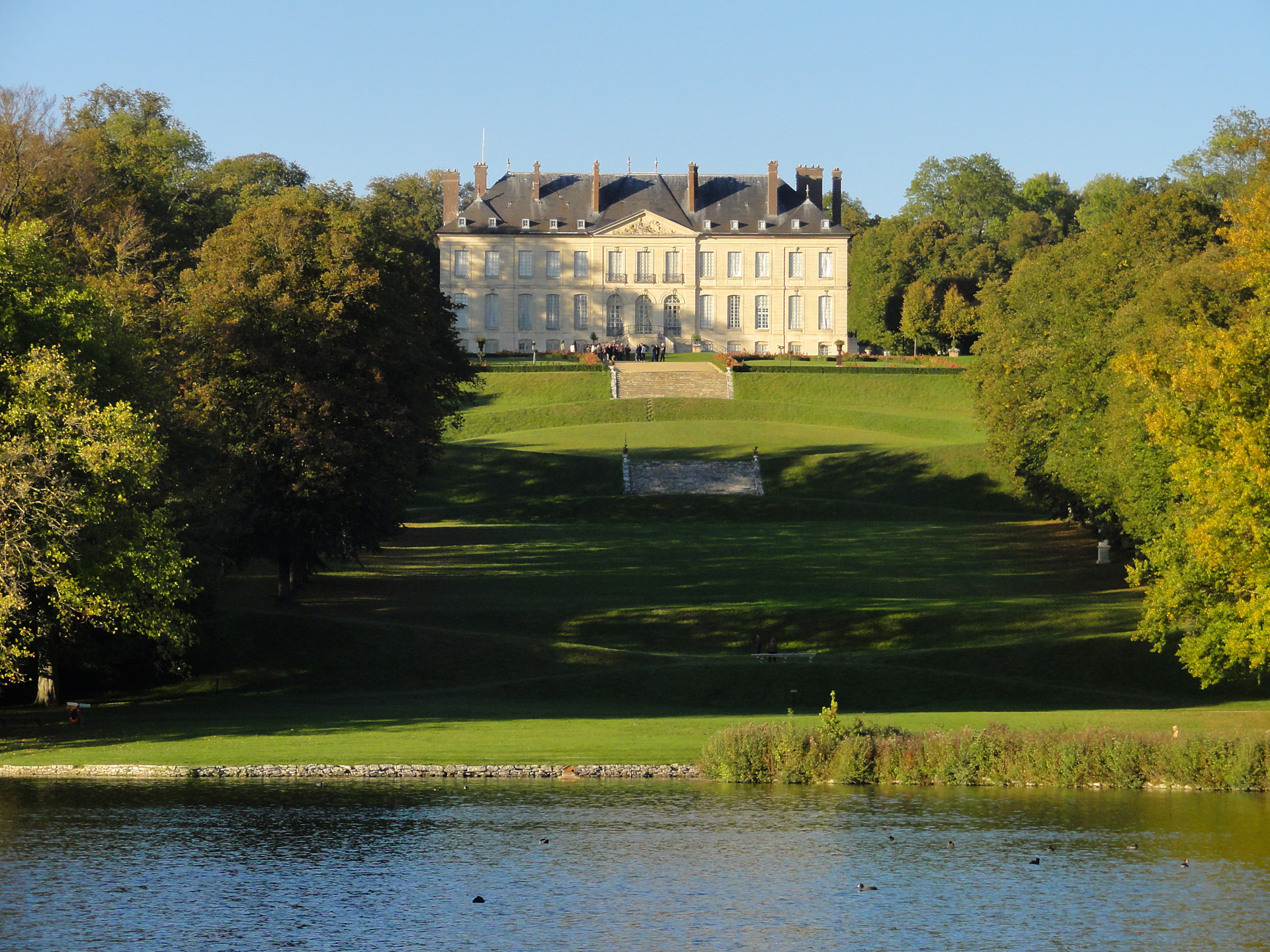
Le grand étang, le Vertugadin et le château du haut.

L'histoire du château d'en bas débuterait vers le XIe ou XIIe siècle avec un petit châtelet en bois, à proximité duquel le roi Louis VII fait ériger un prieuré bénédictin de femmes. La seigneurie de Villarceaux apparaît au siècle suivant. Le châtelet d'origine laisse la place à un véritable château fort au XVe siècle, le domaine étant intégré à la ligne de défense des frontières du royaume pendant la guerre de Cent Ans.
Le château est agrandi durant la Renaissance, période durant laquelle le domaine devient une vaste propriété agricole et une résidence de plaisir. Les jardins sont redessinés selon le goût de l'époque, avec un goût moins austère influencé par l'Italie.

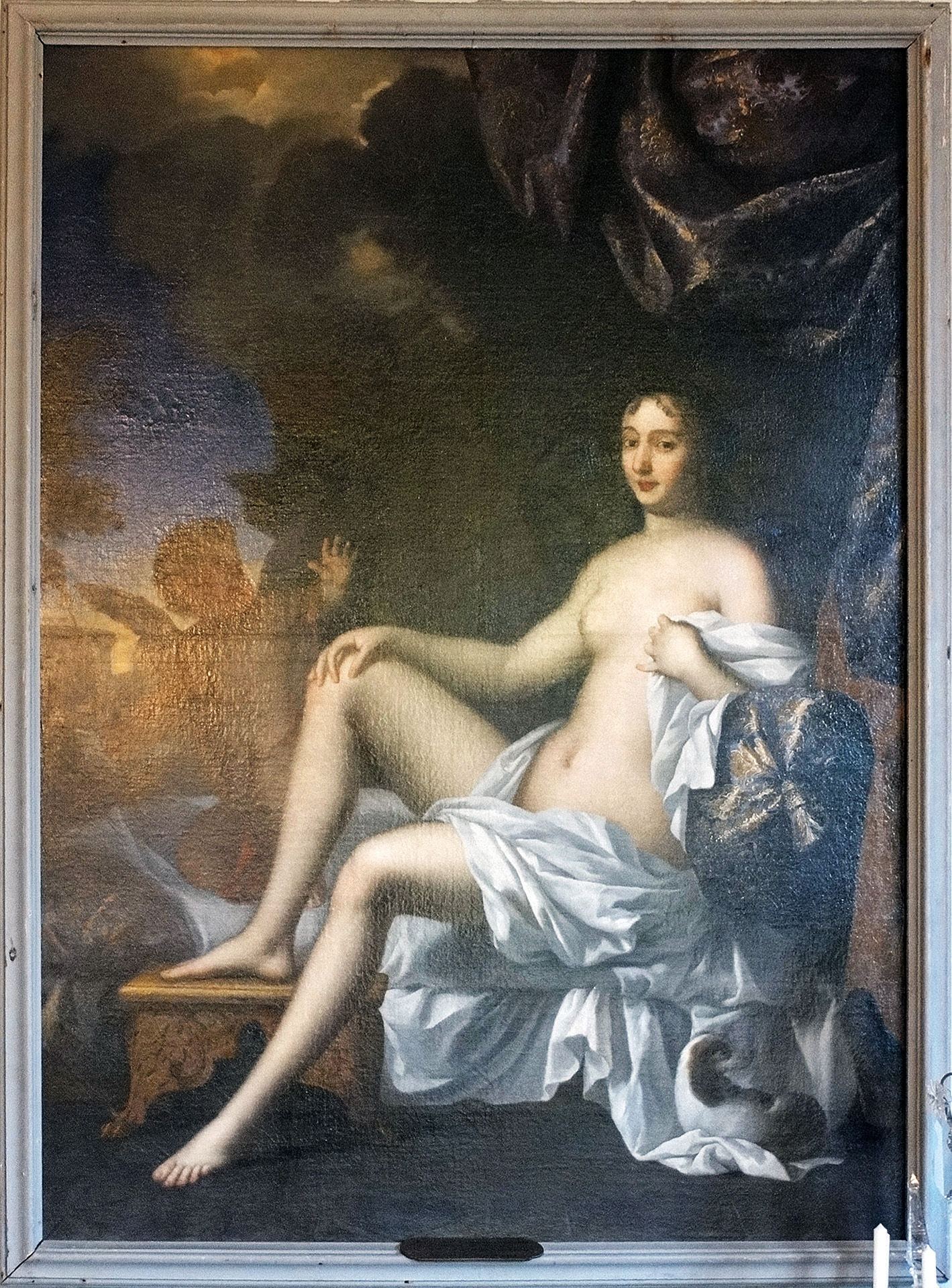
Portrait de Françoise Scarron peint par Louis de Mornay.

Durant le XVIIe siècle, Françoise d'Aubigné, future Madame de Maintenon y séjourna après la mort de son premier mari, le poète Paul Scarron, à l'invitation de Louis de Mornay. Celui-ci soupira longtemps auprès d'elle et, assez bon peintre, fit d'elle un grand portrait nu - sans qu'elle pose pour lui - fort embarrassant pour elle. Le marquis y est représenté à ses côtés sous les traits d'un amour armé d'une flèche. Ce tableau, fort célèbre et osé pour l'époque, est aujourd'hui exposé dans la salle à manger du château du XVIIIe siècle, dont les salons présentent une belle collection de meubles français de cette époque.
Le château du haut, le plus récent, a été construit entre 1755 et 1759 par l'architecte Jean-Baptiste Courtonne pour Charles-Jean-Baptiste du Tillet de La Bussière, marquis de Villarceaux. « C'est l'un des derniers et des plus beaux édifices de style Louis XV. Une inscription commémorative y indique la date de la construction, 1758, et en nomme l'architecte. ». Le marquis fait démanteler le château féodal du vallon et fait édifier cette vaste demeure de plaisance, en un point dominant en rebord du plateau. De vastes perspectives rayonnantes portent sur les jardins à la française. Après la mort du marquis du Tillet, son épouse et ses filles vendent Villarceaux. 
Le domaine passe ainsi à Antoine-Michel Roussel en 1829, puis à son gendre, Frédéric Cartier (1797-1865), manufacturier d'étoffes et tapissier, fournisseur officiel de la Maison du roi. Par héritage, le domaine passe ensuite à famille de Tulle de Villefranche.
Le parc de soixante-dix hectares, classé au titre des monuments historiques depuis 1941, fait partie du parc naturel régional du Vexin français. Il a reçu le label « Jardin remarquable », décerné par le ministère de la Culture, en 2004.
Depuis 1989, une vaste campagne de restauration a été engagée par le conseil régional d'Île-de-France, afin de pouvoir ouvrir le domaine au public. Les bâtiments ont été restaurés sous la direction de Pierre-André Lablaude, architecte en chef des monuments historiques. Les jardins ont été reconstitués par l'Agence des espaces verts de la région d'Île-de-France sous la conduite des paysagistes Alain Cousseran et Allain Provost. De vastes travaux ont été réalisés, dont le curage des étangs, la consolidation des berges, l'aménagement d'une voie d'accès au château d'en bas avec la création d'un parking paysager. En 2012, la campagne de restauration se poursuit et s'est portée sur les fenêtres du château du haut, dont plusieurs, d'origine, nécessitaient un changement, pour un montant de 400 000 euros.
Le conseil régional a en outre souhaité faire du domaine le premier monument historique « éco-géré » en Europe. Afin notamment de protéger les sources, l'entretien des espaces verts proscrit l'utilisation d'engrais chimiques, de désherbants ou de pesticides. Il exploite en revanche la géothermie pour chauffer les bâtiments, ou utilise du compost et de la terre végétale issue de la lombriculture. Le parc constitue un refuge pour la faune, avec de nombreux oiseaux (canards, cygnes, hérons cendrés, cormorans…) sur l'étang de trois hectares particulièrement poissonneux, et de nombreux écureuils roux, renards, lapins et surtout chevreuils dans les quarante hectares de bois du domaine. Le domaine de Villarceaux a reçu le label Eve - Espace vert écologique attribué par Écocert en 2012.

## Château du haut

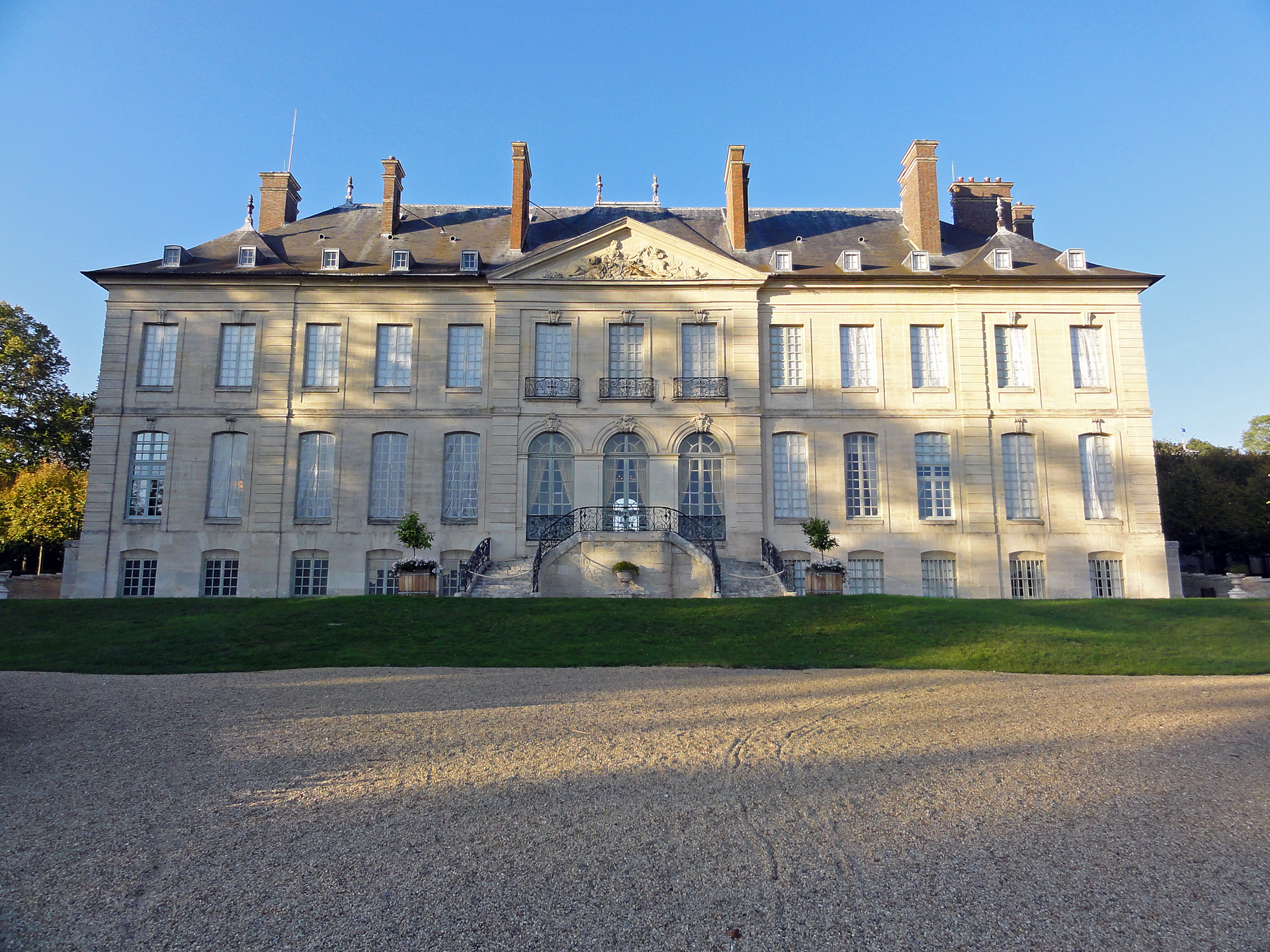
Facade sud du château du haut.

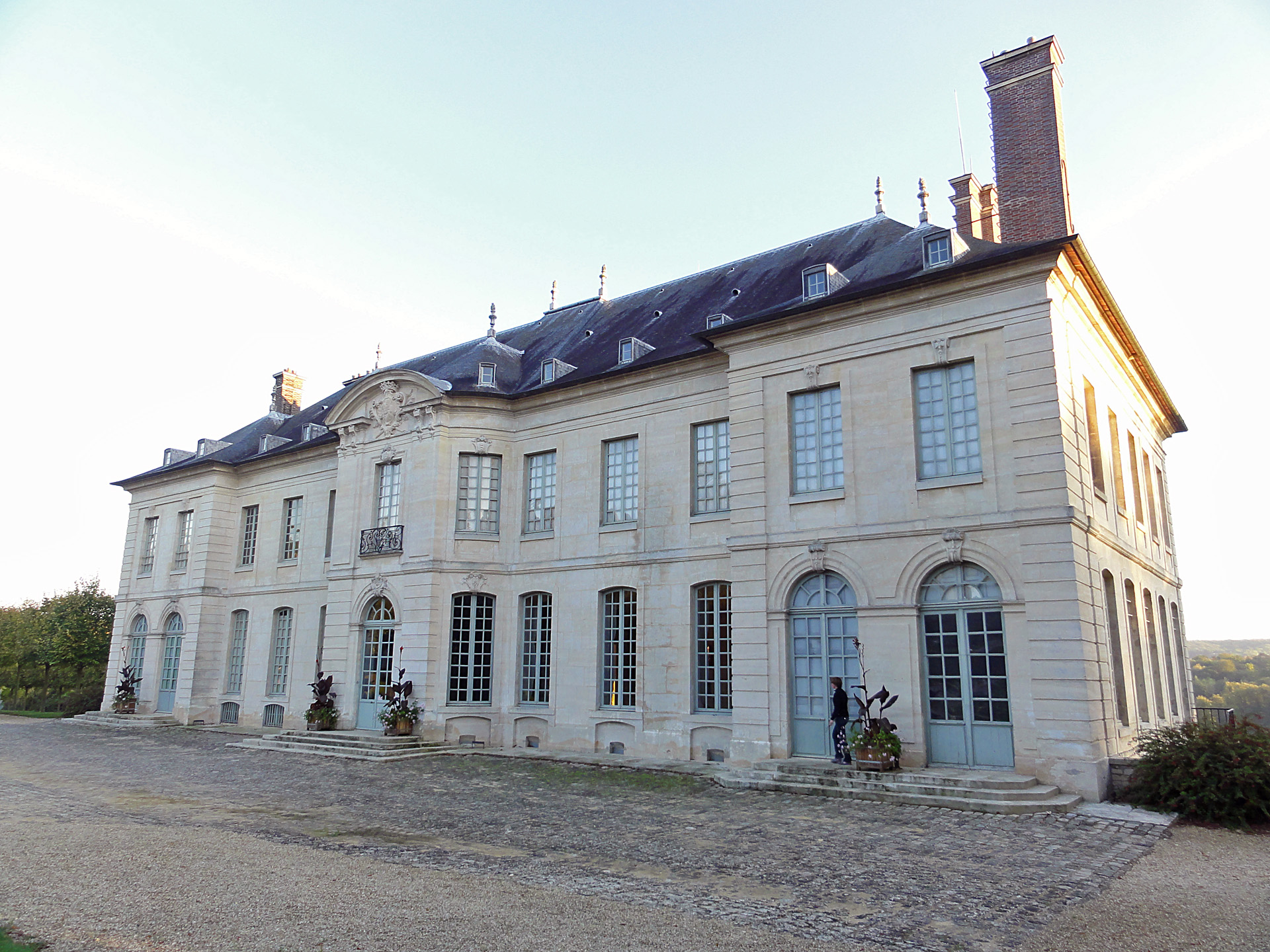
Facade nord du château du haut.

Les pièces publiques du rez-de-chaussée du château du haut ont été reconstituées dans leur état du XVIIIe siècle par le conseil régional. Évoquant le cadre aristocratique raffiné de l'époque, décorées de lambris et de rocailles, on y découvre le grand vestibule, le grand salon, la bibliothèque, la salle à manger ou encore la chambre des marquises, toutes meublés d'origine. On y voit en outre des tableaux rares comme le portrait nu de Madame de Maintenon ou un plateau de tôle d'argent représentant une scène d'hiver peinte par Boucher, ainsi que différentes pièces comme une chaise à porteurs aux panneaux décorés.
Au nord, la façade présente un avant-corps central à trois pans en saillie. La cour d'honneur, longée à l'est par les communs et la chapelle, ouvre par des perspectives rayonnantes sur le plateau du Vexin sur lequel la vue porte grâce à des sauts-de-loup ou « haha ». Au sud, le château présente un fronton triangulaire qui surmonte l'avant-corps central. Il domine le vertugadin, long de 530 m et formé de plusieurs talus, relie la terrasse du château au jardin. Il est orné de statues des XVIIe et XVIIIe siècles provenant du palais Altieri à Rome et de la villa d'Este à Côme.

## Parc
Le parc se compose d'un jardin à la française et d'un jardin à l'anglaise, d'un vertugadin bordé de 14 statues provenant d'Italie, d'un grand étang, d'un parterre d'eau du XVIe siècle, d'un jardin en broderie, d'une terrasse médiévale, d'un jardin de plantes médicinales. Parmi les arbres d'alignement on peut citer : charmes, tilleuls, arbres fruitiers (pommiers, poiriers, etc.). Le parc est labellisé Jardin remarquable.

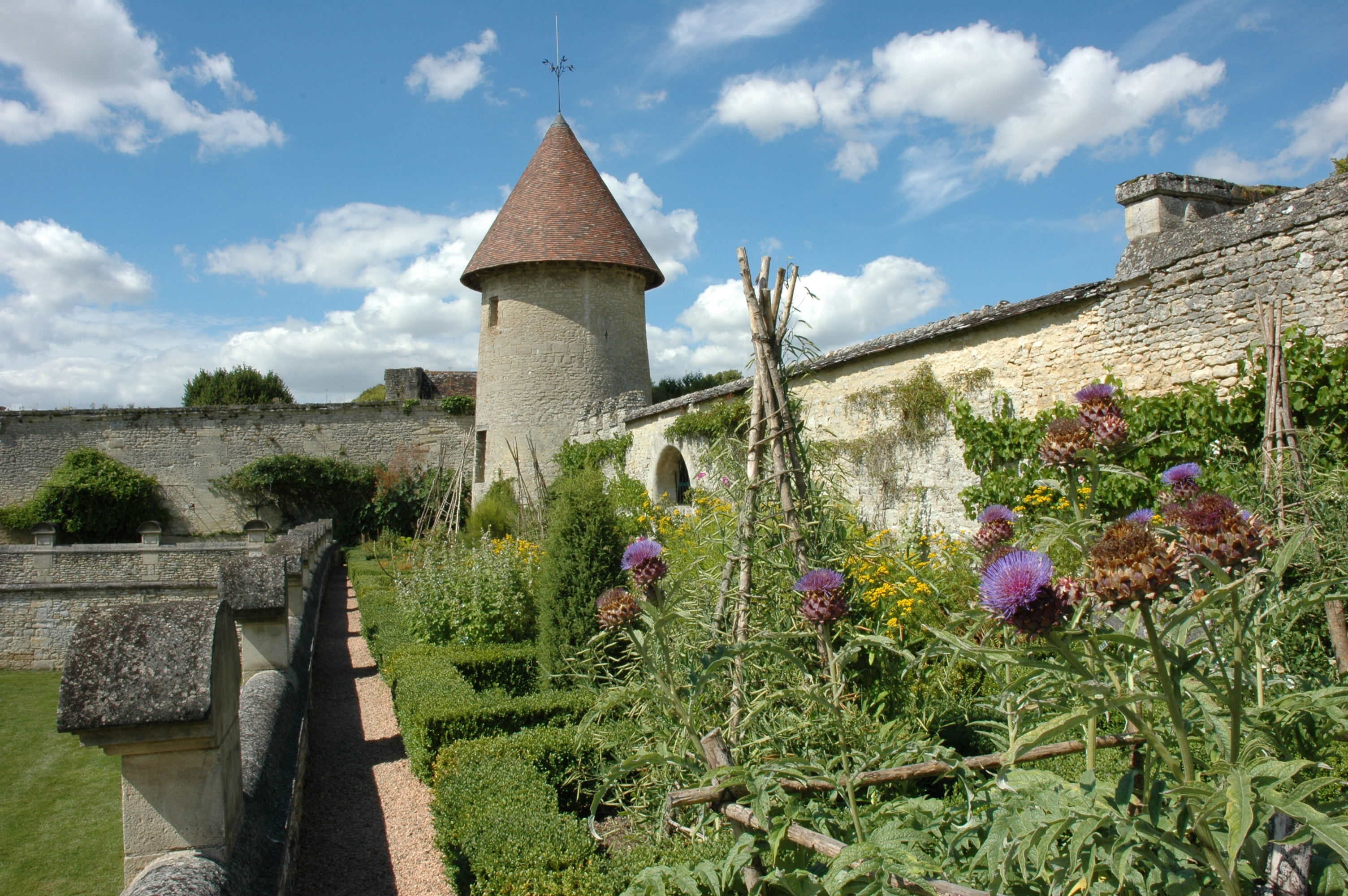
Terrasse médiévale
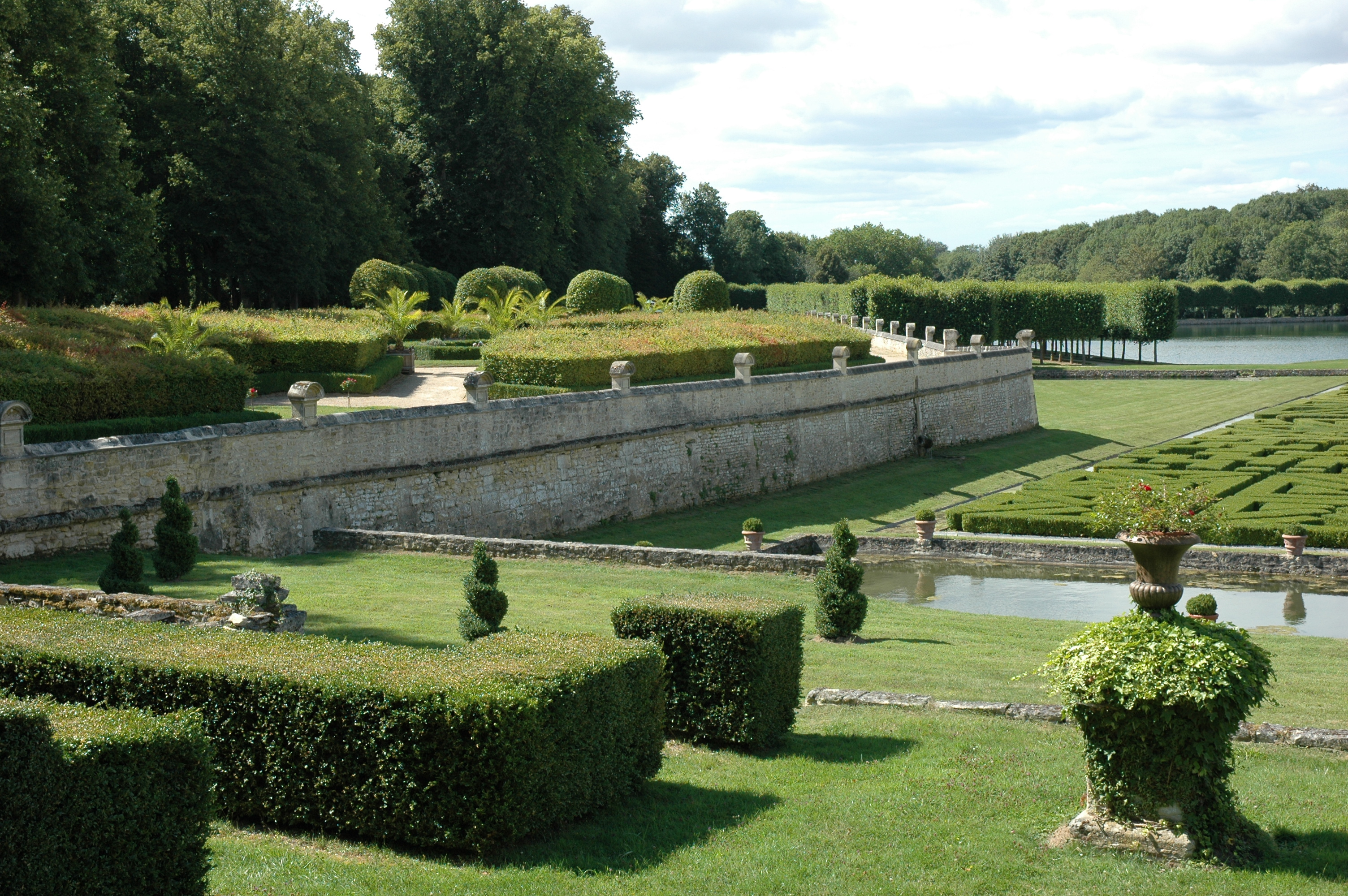
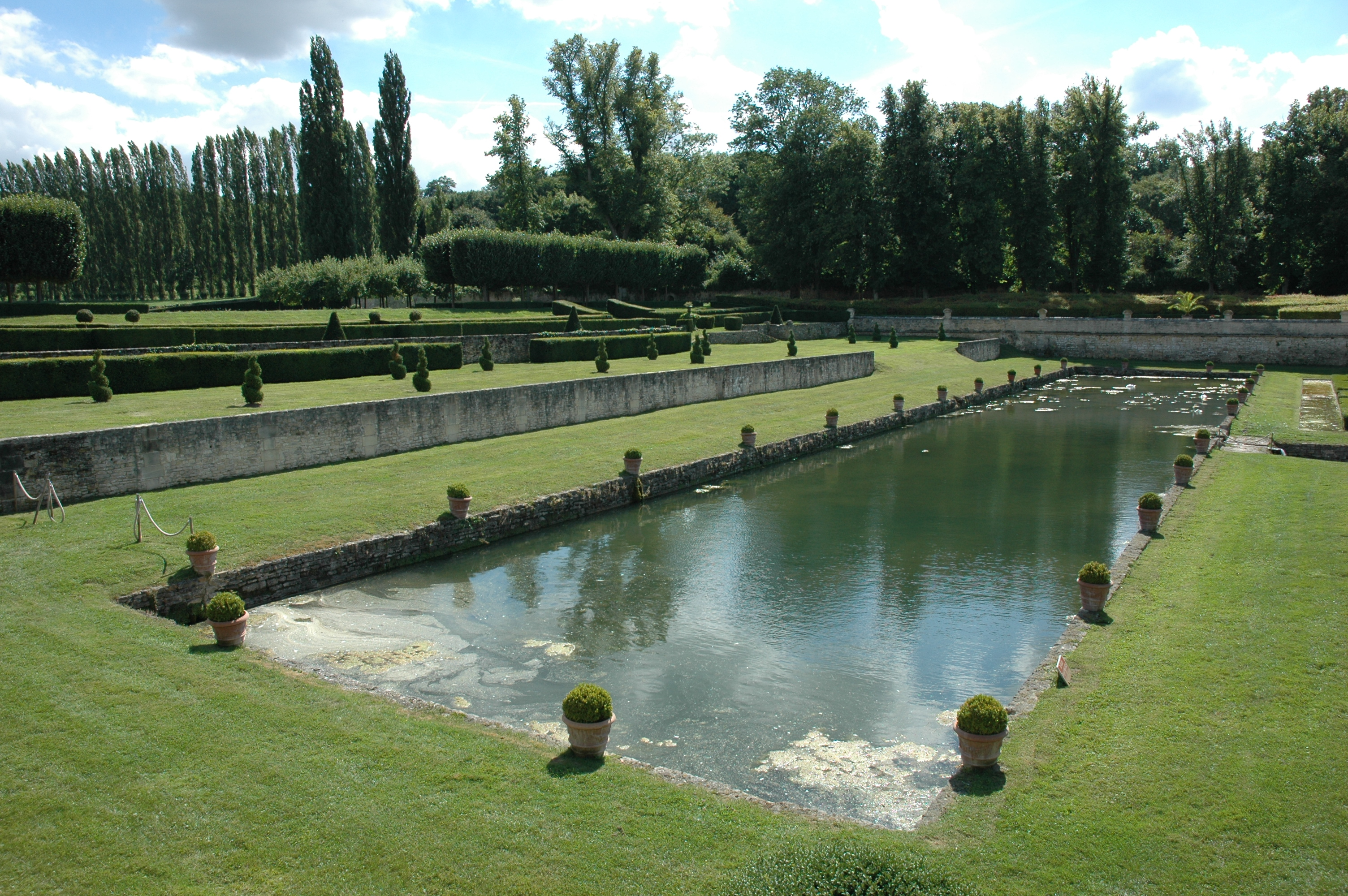
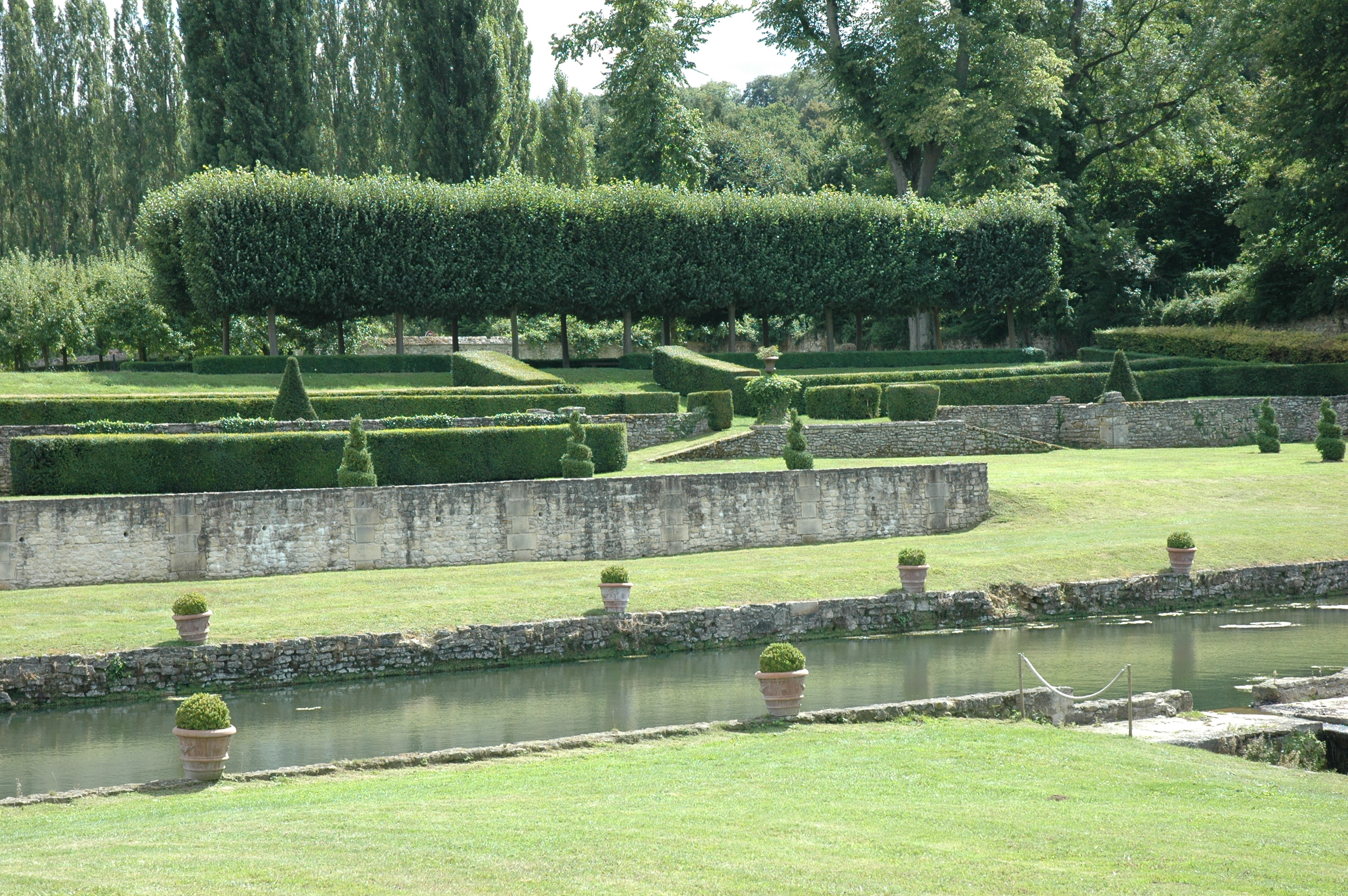
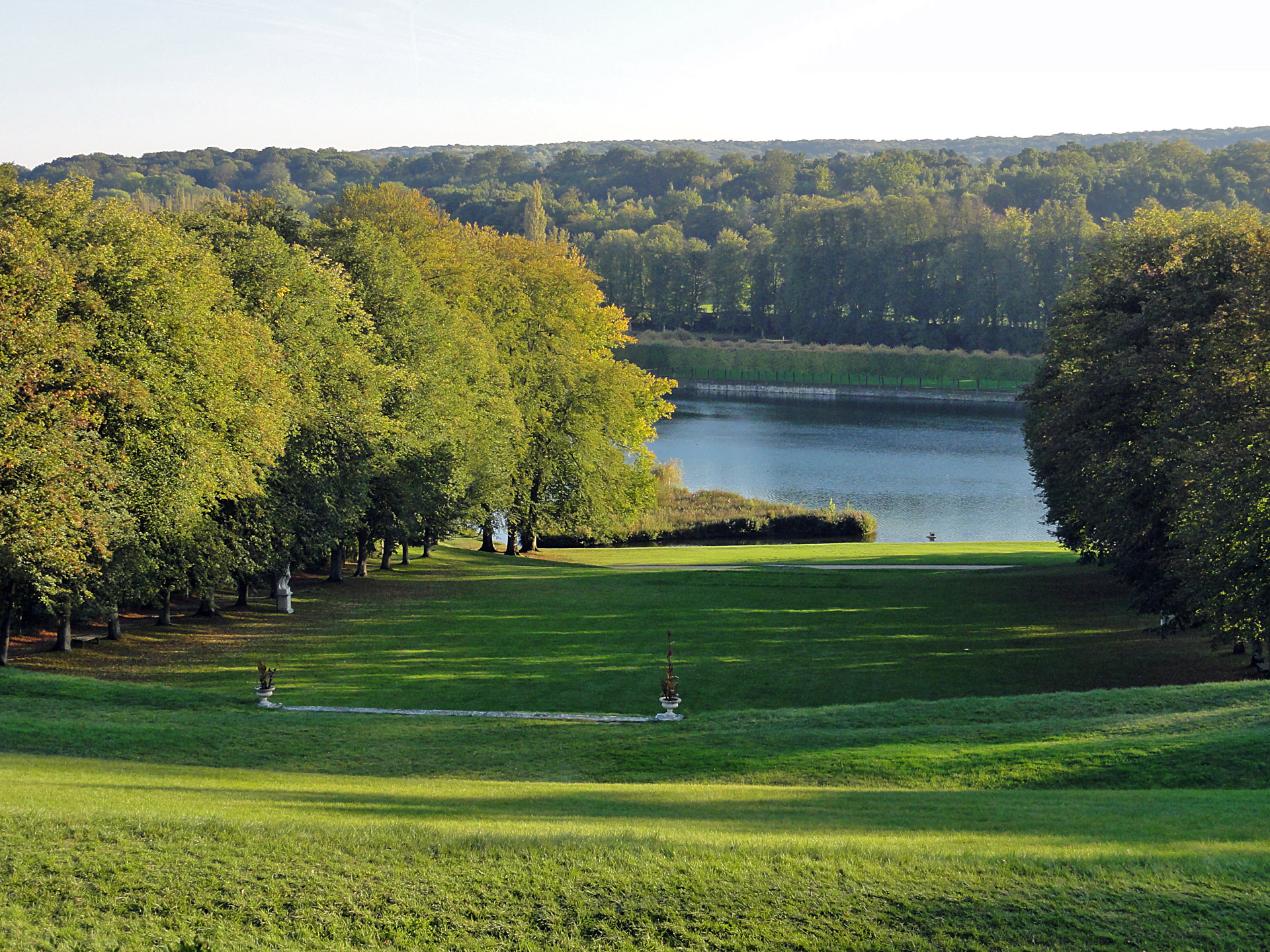
Le vertugadin et l'étang vus du château du haut.

## Visite et animation
Le domaine est ouvert chaque année au public du deuxième week-end d'avril à l'avant-dernier week-end d'octobre. Jusqu'en 2014, le public individuel était accueilli en basse saison les après-midis des mercredis, samedis, dimanches, et jours fériés de 14 h à 17 h (fermeture de la grille d'entrée à 17 h, sortie du public jusqu'à 18 h 30). En haute saison du 1er juin au 31 août, le domaine était accessible tous les jours, les après-midi, à l'exception du lundi. Depuis 2015, le domaine est ouvert au public tous les jours sauf le lundi d'avril à octobre. Les groupes sont accueillis sur réservation préalable. Jusqu'en 2014, la visite était obligatoirement guidée et durait en moyenne 1 h 30 min. Le public n'était par conséquent pas autorisé à se promener librement dans le parc, hormis quelques journées précisées sur le programme (1er mai, 14 juillet, et journées du patrimoine). Elle était en revanche entièrement gratuite. Depuis la saison 2015, la visite du domaine est libre aux horaires d'ouverture et toujours gratuite, des visites guidées sont toutefois proposées, également gratuitement. À partir de 2017, à la suite du changement de majorité au Conseil régional d'Île-de-France, l'accès au domaine pourrait devenir payant afin de faire face aux frais de fonctionnement du domaine, s'élevant à près d'un million d'euros par an. En 2025, la visite est toujours gratuite. Une application mobile permet de découvrir le domaine de chez soi ou d'enrichir sa visite une fois sur site.
Le parcours de visite fait successivement découvrir le manoir de Ninon dont l'intérieur (plafond à grotesques du XVIe siècle, boiseries peintes du XVIIe siècle, salon « des portraits des dames » des XVIe et XVIIe siècles) est ouvert régulièrement au public, la tour Saint-Nicolas, la terrasse des simples, le jardin d'eau, le grand étang, le vertugadin, le rez-de-chaussée du château d'en haut et enfin, l'extérieur des communs du manoir du XVIe siècle. La chapelle des Saints Michel et Antoine restaurée en 2013 par l'Association des Amis de Villarceaux, située près de la grille d'honneur du XVIIIe siècle, restaurée, est depuis peu ouverte à la visite.
Outre les visites, le domaine est en saison le cadre de divers spectacles, reconstitutions historiques, concerts, théâtre, expositions, Patrimoine Gourmand mais également en décembre de la Féerie de Noël. Durant l'hiver, le domaine accueille des artistes en résidence dans l'aile nord des communs du manoir Renaissance qui a été restaurée, et des ateliers pédagogiques pour les enfants du Vexin, les mercredis et durant les vacances scolaires.

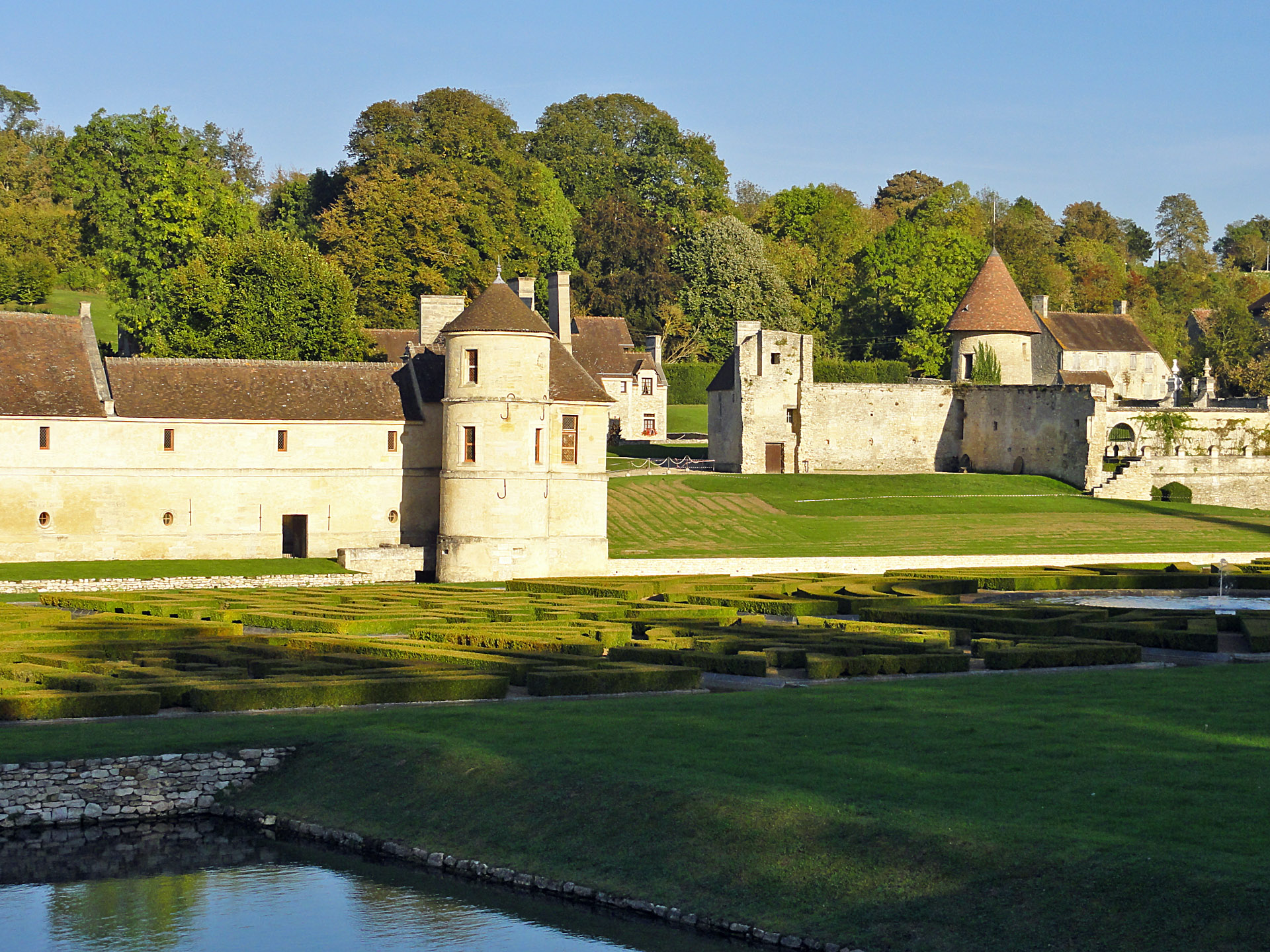
La tour saint-Nicolas et le manoir de Ninon.
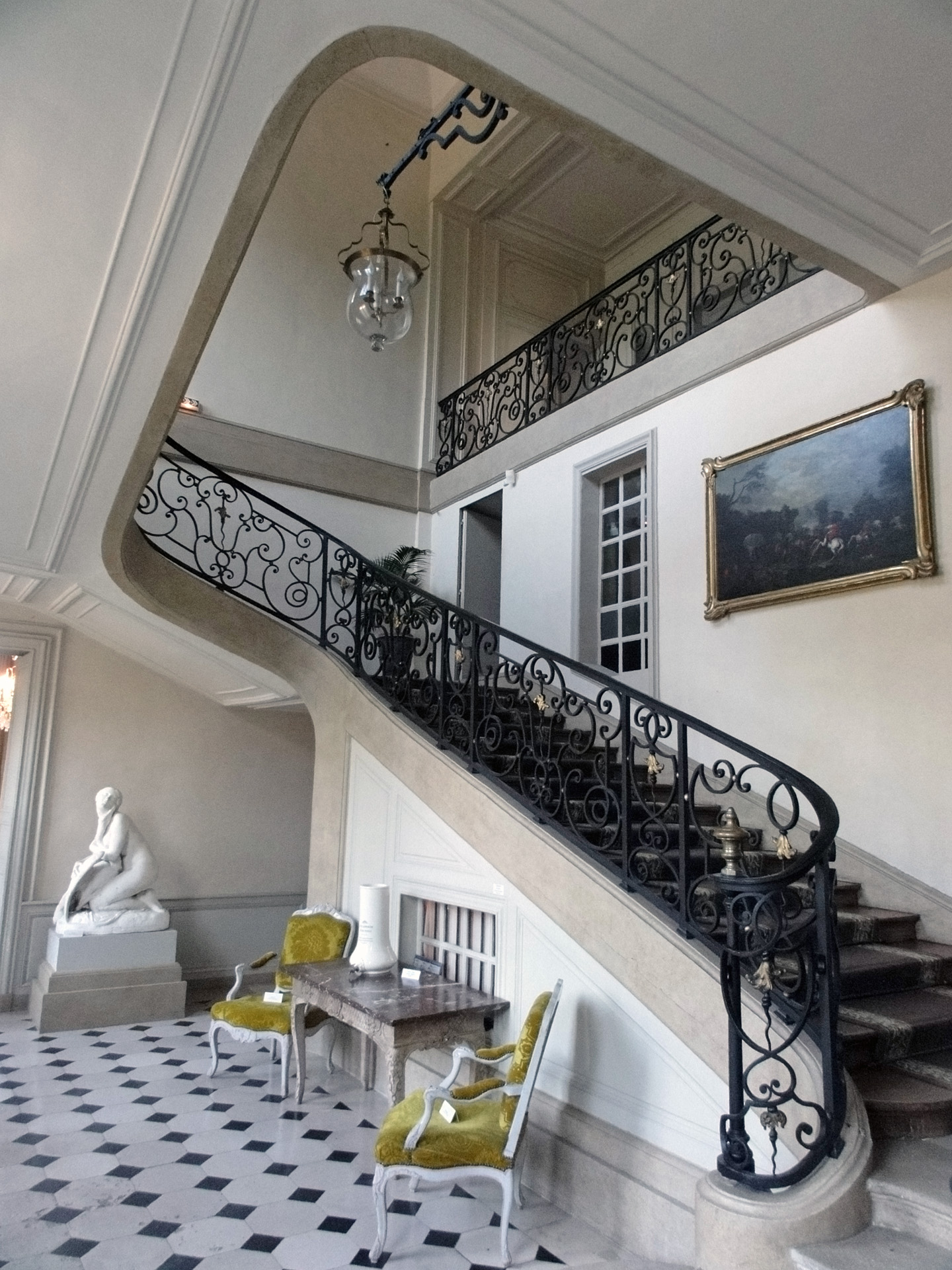
Le petit vestibule.
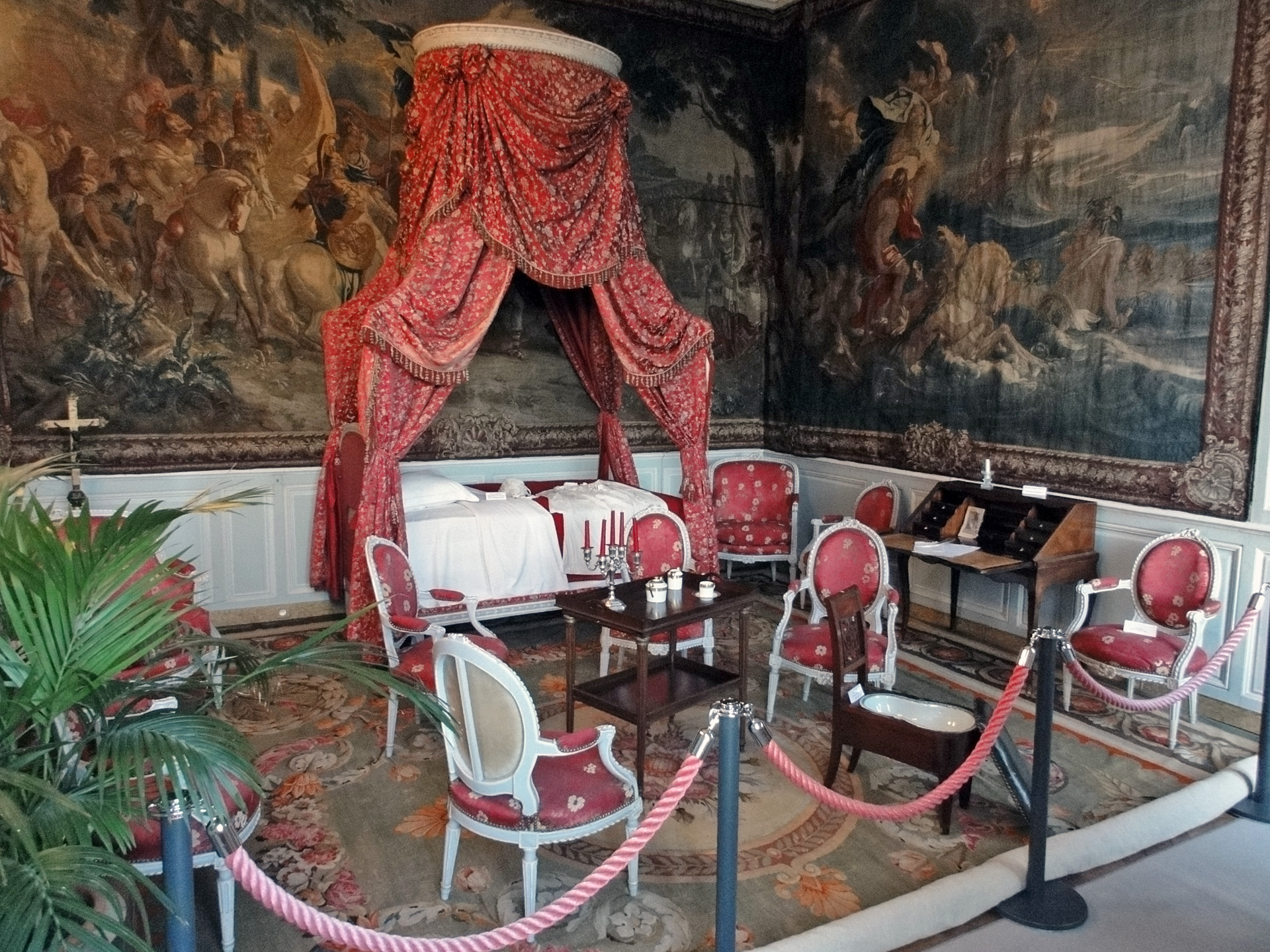
La chambre des marquises.